# Polygonum paronychioides
Polygonum paronychioides är en slideväxtart som beskrevs av C. A. Meyer. Polygonum paronychioides ingår i släktet trampörter, och familjen slideväxter. Inga underarter finns listade i Catalogue of Life.